# Claus Bjørn
Claus Ebbe Bjørn (8. oktober 1944 på Frederiksberg – 18. april 2005 i Hørsholm) var en dansk historiker.
Claus Bjørn blev mag.art. i historie fra Københavns Universitet i 1970 og var ansat som timelærer ved Rødovre Statsskole 1965-1971. 1. september 1971 blev han ansat som amanuensis, senere lektor i landbohistorie ved Afdeling for Historie, Københavns Universitet. 1983-1995 var han formand for Landbohistorisk Selskab. Han redigerede tidsskriftet Fortid og Nutid 1975-1985 og flerbindsværket Det Danske landbrugs historie I-IV (1988-1989), hvor han selv behandlede perioden 1810-1860.
Hans væsentligste forskning lå inden for landbo- og landbrugshistorie sat i relation til Danmarks politiske historie i 1800-tallet. Der foreligger også en række biografier fra hans hånd. I offentligheden blev han i sine sidste år især kendt for i tv at kommentere blandt andet kongelige begivenheder.

## Forfatterskab
- Bonde Herremand Konge. Bonden i 1700-tallets Danmark, 1981
- Dansk Mejeribrug 1882-2000, 1982
- Frygten fra 1848, 1985
- Fra reaktion til grundlov – 1800-1850 (Gyldendal og Politikens Danmarkshistorie, bind 10), 1990
- Den gode sag. En biografi af Chr. D. Reventlow, 1992
- Anders Nielsen, Svejstrup Østergaard, 1993
- Lovene gives kraft. En biografi af Chr. Colbiørnsen, 1995
- 1848 – Borgerkrig og revolution, 1998
- Dengang Danmark blev moderne, 1998
- Kampen om grundloven, 1999
- Knuthenborg Park, 1999
- Blot til pynt? Monarkiet i går, i dag og i morgen, 2001
- Fra helstat til nationalstat (Dansk udenrigspolitiks historie, bind 3), 2003
- H.C. Hansen. En biografi, 2004

### Pa internettet
- Den jyske proprietærfejde (Historie/Jyske Samlinger, Ny række, Bind 13; 1979)